# Hotings kommunala realskola
Hotings kommunala realskola var en realskola i Hoting verksam från 1946 till 1968.

## Historia
Skolan fanns som högre folkskola från 1939 och inrättades 1946 som en kommunal mellanskola, vilken 1 juli 1952 ombildades till Hotings kommunala realskola.
Realexamen gavs från 1947 till omkring 1968.
Skolbyggnaden används efter realskolan av centralskolan i Hoting.